# Tatsuki Machida
Tatsuki Machida (jap. 町田 樹, Machida Tatsuki; * 9. März 1990 in Kawasaki) ist ein ehemaliger japanischer Eiskunstläufer, der im Einzellauf startete. Er studierte Literatur an der Kansai-Universität.

## Karriere
Machida debütierte 2007 bei den Juniorenweltmeisterschaften und belegte den neunten Platz. Im selben Jahr trat er erstmals auch bei den japanischen Meisterschaften der Senioren an und beendete sie auf Rang 13.
Im Jahr 2010 errang Machida mit Silber bei den Vier-Kontinente-Meisterschaften in Jeonju seine erste Medaille bei einer internationalen Meisterschaft.
In der Saison 2012/13 siegte Machida beim Cup of China und gewann damit seinen ersten Grand-Prix-Wettbewerb. Er qualifizierte sich erstmals für das Grand-Prix-Finale, das er als sechster abschloss. In der darauffolgenden Saison errang Machida bei beiden seiner Grand-Prix-Wettbewerbe, namentlich dem Cup of Russia und Skate America, die Goldmedaille. Beim Grand-Prix-Finale wurde er Vierter.

Nach sechs erfolglosen Versuchen aufgrund der starken Konkurrenz schaffte es Machida im Dezember 2013 als Zweiter erstmals auf das Podium bei den japanischen Meisterschaften. Damit qualifizierte er sich erstmals für Olympische Winterspiele und Weltmeisterschaften.

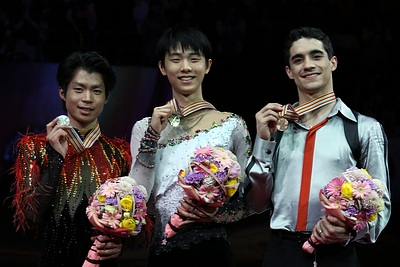
Machida (links) auf dem Podium der Weltmeisterschaft 2014 in Saitama

Sein Debüt bei den Olympischen Spielen endete auf dem fünften Platz.
Bei seinem Weltmeisterschaftsdebüt im heimischen Saitama gelang es Machida auf Anhieb Vize-Weltmeister hinter seinem Landsmann Yuzuru Hanyū zu werden. Nach dem Kurzprogramm hatte Machida sogar in Führung gelegen. Auch in der Kür zeigte Machida eine fehlerfreie Leistung zu Igor Strawinskis Feuervogel und unterlag Hanyū am Ende mit nur 0,33 Punkten. Er stellte in allen Segmenten eine persönliche Punktebestleistung auf, im Kurzprogramm von 98,21 Punkten, in der Kür von 184,05 Punkten und in der Gesamtleistung von 282,26 Punkten.
Am 28. Dezember 2014 erklärte Tatsuki Machida bei den japanischen Meisterschaften, bei denen er sich für die Weltmeisterschaften 2015 qualifiziert hatte und auch nominiert wurde, seinen Rücktritt vom aktiven Wettkampfsport. Im April 2015 plant er nun ein Studium an der Waseda University zu beginnen und will zukünftig als Forscher arbeiten.

## Ergebnisse
| Meisterschaft / Jahr            | 2007  | 2008  | 2009  | 2010  | 2011  | 2012  | 2013  | 2014  |
| ------------------------------- | ----- | ----- | ----- | ----- | ----- | ----- | ----- | ----- |
| Olympische Winterspiele         |       |       |       |       |       |       |       | 5.    |
| Weltmeisterschaften             |       |       |       |       |       |       |       | 2.    |
| Vier-Kontinente-Meisterschaften |       |       |       | 2.    |       | 7.    |       |       |
| Juniorenweltmeisterschaften     | 9.    |       |       |       |       |       |       |       |
| Japanische Meisterschaften      | 13.   |       | 7.    | 4.    | 6.    | 4.    | 9.    | 2.    |
| –                               |       |       |       |       |       |       |       |       |
| Grand-Prix-Wettbewerb / Saison  | 06/07 | 07/08 | 08/09 | 09/10 | 10/11 | 11/12 | 12/13 | 13/14 |
| Grand-Prix-Finale               |       |       |       |       |       |       | 6.    | 4.    |
| Skate America                   |       |       |       |       |       |       | 3.    | 1.    |
| Cup of Russia                   |       |       |       |       | 11.   |       |       | 1.    |
| Trophée Eric Bompard            |       |       |       |       |       |       |       |       |
| NHK Trophy                      |       |       |       |       |       | 7.    |       |       |
| Cup of China                    |       |       |       |       | 5.    |       | 1.    |       |